# Pagamento móvel
O pagamento móvel (também conhecido como pagamento mobile) geralmente se refere a serviços de pagamento operados sob regulamentação financeira e executados a partir de ou por meio de um dispositivo móvel. Em vez de pagar com dinheiro, cheque ou cartão de crédito, o consumidor pode usar um celular para pagar uma ampla gama de serviços e bens digitais ou físicos. Embora o conceito de usar sistemas monetários não baseados em moedas tenha uma longa história, foi somente no século 21 que a tecnologia para suportar tais sistemas tornou-se amplamente disponível.
O pagamento móvel está sendo adotado em todo o mundo de diferentes maneiras. A primeira patente exclusivamente definida como "Sistema de Pagamento Móvel" foi depositada em 2000.
Nos países em desenvolvimento, as soluções de pagamento móvel foram implantadas como meio de estender os serviços financeiros à comunidade conhecida como "sem banco" ou "subbancária", que é estimada em até 50% da população adulta mundial, de acordo com o Financial Access ' Relatório de 2009 "Meio mundo não tem banco". Essas redes de pagamento são frequentemente usadas para micropagamentos. O uso de pagamentos móveis em países em desenvolvimento atraiu financiamento público e privado de organizações como a Fundação Bill & Melinda Gates, a Agência dos Estados Unidos para o Desenvolvimento Internacional e o Mercy Corps.
Os pagamentos móveis estão se tornando um instrumento fundamental para provedores de serviços de pagamento (PSPs) e outros participantes do mercado, a fim de alcançar novas oportunidades de crescimento, de acordo com o Conselho Europeu de Pagamentos (EPC). O EPC afirma que “as novas soluções tecnológicas proporcionam uma melhoria direta na eficiência das operações, resultando em redução de custos e aumento do volume de negócios”.

## Modelos
Existem quatro modelos principais para pagamentos móveis:
- Modelo centrado no banco;
- Modelo centrado no operador;
- Modelo colaborativo;
- Modelo de provedor de serviços independente (ISP)

Nos modelos centrados em banco ou operador, um banco ou operador é nó central do modelo, que gerencia as transações e distribui os direitos de propriedade. No modelo colaborativo, os intermediários financeiros e as operadoras telefônicas colaboram nas tarefas de gestão e compartilham cooperativamente os direitos de propriedade. No modelo ISP, um terceiro de confiança atua como intermediário independente e “neutro” entre os agentes financeiros e os operadores. Apple Pay ou PayPal são o ISP mais frequentemente associado a este modelo nestes últimos meses.
Também pode haver combinações de dois modelos.
- Cooperação operadora/banco, emergente no Haiti.[9]

Instituições financeiras e empresas de cartão de crédito, bem como empresas de Internet, como Google e várias empresas de comunicação móvel, como operadoras de redes móveis e grandes infraestruturas de telecomunicações, como w-HA da Orange e multinacionais de smartphones, como Ericsson e a BlackBerry implementaram soluções de pagamento móvel.

## Carteiras móveis
Uma carteira móvel é um aplicativo que contém as informações do cartão de débito e crédito do usuário, permitindo que o usuário pague por bens e serviços digitalmente com um dispositivo móvel. Carteiras móveis notáveis incluem:
- Alipay
- Amazon Pay
- Apple Pay
- BHIM
- Nuvem QuickPass
- Google Pay
- Gyft
- LG Pay
- Payline
- Mi Pay
- Mir Pay
- PhonePe
- Samsung Pay
- Touch 'n Go eWallet
- Venmo
- WeChat Pay

## Cartão de crédito
O sistema simples de pagamento pela web mobile, pode, também incluir um fluxo de pagamento com cartão de crédito, permitindo que o consumidor insira a descrição do cartão para fazer compras. Este processo é familiar, mas qualquer entrada de detalhes em um telefone celular é conhecida por reduzir a taxa de sucesso (conversão) dos pagamentos.
Além disso, o fornecedor deste pagamento puder perceber os clientes de forma automática e segura, os detalhes do cartão poderão ser recuperados para compras futuras, transformando os pagamentos com cartão de crédito em um simples clique para comprar, proporcionando taxas de conversão mais altas para compras adicionais.
Portanto, há preocupações relacionadas à privacidade das informações e do pagamento quando os cartões são utilizados durante as transações online. Se um sítio não for seguro, por exemplo, as informações pessoais do cartão de crédito podem vazar on-line.

## Faturamento da operadora
O usuário usa a opção de faturamento móvel durante o checkout em um site de comércio eletrônico, como um site de jogos on-line, para efetuar um pagamento. Após a autenticação de dois fatores envolvendo o número de celular do consumidor e um PIN ou senha de uso único (geralmente abreviado como OTP), a conta de celular do consumidor é cobrada pela compra. É um verdadeiro método de pagamento alternativo que não requer o uso de cartões de crédito/débito ou pré-registro em uma solução de pagamento online como o PayPal, contornando assim os bancos e as empresas de cartão de crédito. Esse tipo de método de pagamento móvel, predominante na Ásia, fornece os seguintes benefícios:
1. Segurança: a autenticação de dois fatores e um mecanismo de gerenciamento de risco evitam fraudes.
2. Conveniência: não é necessário pré-registro e nenhum novo software móvel.
3. Fácil: É apenas mais uma opção durante o processo de checkout.
4. Rápido: a maioria das transações é concluída em menos de 10 segundos.
5. É comprovado: 70% de todo o conteúdo digital comprado online em algumas partes da Ásia usa o método de faturamento móvel direto[15]

### Pagamento remoto por SMS e tokenização de cartão de crédito
Mesmo que o volume de transações de SMS Premium tenha diminuído, muitos sistemas de pagamento baseados em nuvem continuam a usar SMS para apresentação, autorização e autenticação, enquanto o próprio pagamento é processado por meio de redes de pagamento existentes, como redes de cartão de crédito e débito. Essas soluções combinam a onipresença do canal SMS, com a segurança e confiabilidade da infraestrutura de pagamento existente. Como o SMS não possui criptografia de ponta a ponta, essas soluções empregam estratégias de segurança de nível superior conhecidas como 'tokenização' e 'remoção de destino' em que o pagamento ocorre sem transmitir detalhes confidenciais da conta, nome de usuário, senha ou um PIN.
Até o momento, as soluções de pagamento móvel no ponto de venda não contam com autenticação baseada em SMS como mecanismo de pagamento, mas pagamentos remotos, como pagamentos de contas, upgrades de assentos em voos, e renovação de assinaturas ou assinaturas são comuns.
Em comparação com os programas de código curto premium que geralmente existem isoladamente, os sistemas de marketing de relacionamento e pagamento geralmente são integrados a CRM, ERP, plataformas de automação de marketing e sistemas de reservas. Muitos dos problemas inerentes ao SMS premium foram resolvidos por provedores de soluções. Não é necessário lembrar as senhas, pois as sessões são iniciadas pela empresa para estabelecer um contexto específico de transação. As mensagens de resposta são vinculadas à sessão adequada e autenticadas de forma síncrona por meio de um período de expiração muito curto (supõe-se que cada resposta seja até a última mensagem enviada) ou rastreando a sessão de acordo com vários endereços de resposta e/ou opções de resposta.

### Faturamento direto do operador
Faturamento direto da operadora, também conhecido como faturamento de conteúdo móvel, faturamento WAP e faturamento da operadora, requer integração com a operadora de rede móvel. Ele oferece alguns benefícios:
1. As operadoras de rede móvel já possuem relacionamento de cobrança com os consumidores, o pagamento será adicionado à sua fatura.
2. Oferece pagamento praticamente de forma instantanêa.
3. Protege os detalhes de pagamento e a identidade do consumidor.
4. Melhores taxas de conversão.
5. Custos reduzidos de suporte ao cliente para comerciantes.
6. Opção de monetização alternativa em países onde o uso de cartão de crédito é baixo.

Alguma das desvantagens é que, a taxa de pagamento normalmente será bem menor do que com outras opções de pagamentos móveis. Exemplos de um provedor popular:
- 92% com o PayPal
- 85 a 86% com um cartão de crédito
- 45 a 91,7% com um faturamento de operadora nos EUA, Reino Unido e alguns países europeus menores, mas geralmente em torno de 60%[22]

Recentemente, o faturamento diretamente do operador está sendo implantado em um ambiente no aplicativo, onde os desenvolvedores de aplicativos móveis estão aproveitando a opção de pagamento com um clique que o faturamento direto do operador oferece para monetizar aplicativos móveis. Esta é uma alternativa lógica para cobrança por cartão de crédito e SMS Premium.
Em 2012, a Ericsson e a Western Union firmaram uma parceria para expandir o mercado de cobrança direta de operadora, possibilitando às operadoras de telefonia móvel incluir transferências de dinheiro móvel da Western Union como parte de suas ofertas de serviços financeiros móveis. Dado o alcance internacional de ambas as empresas, a parceria visa acelerar a interligação entre o mercado de m-commerce e o mundo financeiro existente.

## Comunicação de campo próximo sem contato

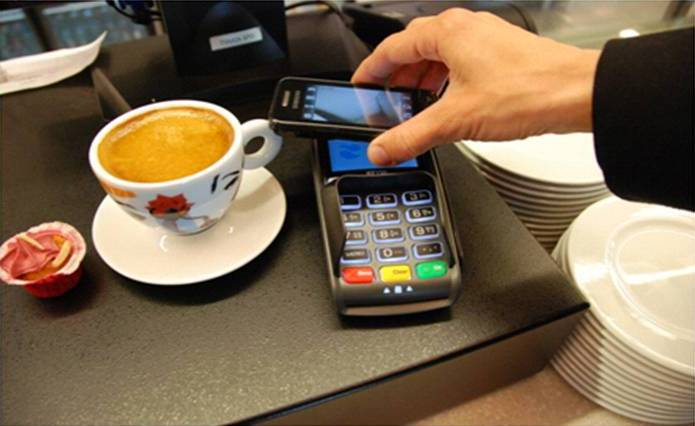
Um exemplo de Comunicação de campo próximo usando um celular

Comunicação de campo próximo (Near-field communication em inglês, NFC) é usada principalmente no pagamento de compras feitas em lojas físicas ou serviços de transporte. UmQUs usuário utilizando um celular especial equipado com um smartcard acena seu telefone perto de um módulo de leitura. A maioria das transações não requer autenticação, mas algumas requerem autenticação usando PIN, antes que a transação seja concluída. O pagamento pode ser deduzido de uma conta pré-paga ou cobrado diretamente de uma conta móvel ou bancária.
Um método de pagamento móvel via NFC enfrenta desafios consideráveis para adoção ampla e rápida, devido à falta de infraestrutura de suporte, ecossistema complexo de partes interessadas e padrões. Alguns fabricantes de telefones e bancos, no entanto, estão entusiasmados. A Ericsson e a Aconite são exemplos de negócios que possibilitam aos bancos criar aplicativos de pagamento móvel de consumidor que tiram proveito da tecnologia NFC.
Os fornecedores de NFC no Japão estão intimamente relacionados às redes de transporte de massa, como o Mobile Suica usado desde 28 de janeiro de 2006 na rede ferroviária JR East. O sistema de carteira móvel Osaifu-Keitai, usado desde 2004 para Mobile Suica e muitos outros, incluindo Edy e nanaco, tornou-se o método padrão de facto para pagamentos móveis no Japão. Sua tecnologia principal, Mobile FeliCa IC, é de propriedade parcial da Sony, NTT DoCoMo e JR East. O Mobile FeliCa utiliza a tecnologia FeliCa da Sony, que é o padrão de fato para cartões inteligentes sem contato no país. NFC foi usado em transportes pela primeira vez no mundo pela China Unicom e Yucheng Transportation Card nos bondes e ônibus de Chongqing em 19 de janeiro de 2009, nos de Nice em 21 de maio de 2010, depois em Seul após sua introdução na Coréia pelo varejista de descontos Homeplus em março de 2010 e foi testado e adotado ou adicionado aos sistemas existentes em Tóquio de maio de 2010 até o final de 2012. Após uma experimentação no metro de Rennes em 2007, o padrão NFC foi implementado pela primeira vez numa rede de metro, pela China Unicom em Pequim a 31 de Dezembro de 2010.
Outros fornecedores de NFC, especialmente na Europa, usam o pagamento sem contato por telefones celulares para pagar estacionamento na rua e fora dela em áreas especialmente demarcadas. Os guardas de estacionamento podem impor o estacionamento por meio de placas, etiquetas de transponder ou adesivos de código de barras.
Na Europa, as primeiras experiências de pagamento móvel ocorreram na Alemanha durante 6 meses, a partir de maio de 2005, com pagamento diferido no final de cada mês nos bondes e ônibus de Hanau com o Nokia 3220 usando o padrão NFC da Philips e Sony.
Na França, o pagamento sem contacto imediato foi experimentado durante 6 meses, a partir de outubro de 2005, em algumas lojas Cofinoga (Galeries Lafayette, Monoprix) e estacionamentos Vinci de Caen com um smartphone Samsung NFC fornecido pela Orange em colaboração com a Philips Semiconductors (pela primeira vez, graças ao "Fly Tag", o sistema permitiu receber também informações audiovisuais, como horários de ônibus ou trailers de cinema dos serviços em questão). De 19 de novembro de 2007 a 2009, esta experimentação foi estendida em Caen para mais serviços e três operadoras de telefonia móvel adicionais (Bouygues Telecom, SFR e NRJ Mobile) e em Estrasburgo e em 5 de novembro de 2007, Orange e as sociedades de transporte SNCF e A Keolis se associou para uma experimentação de 2 meses em smartphones no metrô, ônibus e trens TER em Rennes. Após um teste realizado de outubro de 2005 a novembro de 2006 com 27 usuários, em 21 de maio de 2010, a autoridade de transporte de Nice Régie Lignes d'Azur foi o primeiro provedor de transporte público na Europa a adicionar definitivamente à sua própria oferta um pagamento sem contato na sua rede de eléctricos e autocarros quer com um cartão NFC bancário ou aplicação para smartphone nomeadamente no Samsung Player One (com os mesmos operadores de telemóveis que em Caen e Estrasburgo), bem como a validação a bordo dos títulos de transporte e o carregamento de esses títulos no smartphone, além do cartão sem contato de ingressos para a temporada. Este serviço também foi experimentado e implementado respectivamente para smartphones NFC em 18 e 25 de junho de 2013 nos bondes e ônibus de Caen e Estrasburgo. Na rede de transporte de Paris, após 4 meses de testes a partir de novembro de 2006 com Bouygues Telecom e 43 pessoas e finalmente com 8 000 usuários a partir de julho de 2018, o pagamento móvel sem contato e validação direta nos leitores de catraca com um smartphone foi adotado em 25 de setembro 2019 em colaboração com as sociedades Orange, Samsung, Wizway Solutions, Worldline e Conduent.
Concebida no início de 2010, a tecnologia também foi usada comercialmente neste século na Escandinávia e na Estônia. Os usuários finais desfrutam do conforto de poder pagar pelo estacionamento do carro com o telefone, e os estacionamentos não precisam investir em infraestrutura de estacionamento na rua existente ou nova. Os guardas de estacionamento mantêm a ordem nos sistemas por meio de placas, etiquetas de transponder ou adesivos de código de barras, ou exibem um display digital da mesma forma que lêem um recibo de pagamento e exibem.
Outros fornecedores usam uma combinação de NFC e código de barras no dispositivo móvel para pagamento móvel, até porque muitos dispositivos móveis no mercado ainda não suportam NFC.

## Outros

### Pagamentos por código QR
Código QR é um código de barras quadrado bidimensional. Os códigos QR estão em uso desde 1994. Originalmente usados para rastrear produtos em armazéns, os códigos QR foram projetados para substituir os antigos códigos de barras unidimensionais. Os códigos de barras mais antigos representam apenas números, que podem ser pesquisados em um banco de dados e traduzidos em algo significativo. QR, ou "resposta rápida", códigos de barras foram projetados para conter as informações significativas diretamente no código de barras.
Os códigos QR podem ser dessas duas principais categorias: 
- O código QR é exibido no dispositivo móvel do pagador e digitalizado por um POS ou outro dispositivo móvel do beneficiário. O código QR é apresentado pelo beneficiário, de forma estática ou gerado uma vez digitalizado pela pessoa que efetuou o pagamento e o pagamento.

O autoatendimento móvel permite digitalizar um código QR ou código de barras de um produto em uma loja física para comprar o produto no local. Em teoria, isso elimina ou reduz a possibilidade de longas filas de caixa, mesmo em quiosques de autoatendimento.

### Pagamentos móveis baseados em nuvem
Google, PayPal, GlobalPay e GoPago usam uma abordagem baseada em nuvem para pagamento móvel na loja. A abordagem baseada em nuvem coloca o provedor de pagamento móvel no meio da transação, que envolve duas etapas separadas. Primeiro, um método de pagamento vinculado à nuvem é selecionado e o pagamento é autorizado via NFC ou um método alternativo. Durante esta etapa, o provedor de pagamento cobre automaticamente o custo da compra com fundos vinculados ao emissor. Em segundo lugar, em uma transação separada, o provedor de pagamento cobra a conta vinculada à nuvem selecionada do comprador em um ambiente de cartão não presente para recuperar suas perdas na primeira transação.

### Pagamentos baseados em sinal de áudio
O canal de áudio do celular é outra interface sem fio usada para fazer pagamentos. Várias empresas criaram tecnologia para usar os recursos acústicos dos telefones celulares para suportar pagamentos móveis e outros aplicativos que não são baseados em chip. As tecnologias como near sound data transfer (NSDT), dados sobre voz e NFC 2.0 produzem assinaturas de áudio que o microfone do celular pode captar para permitir transações eletrônicas.

### Cooperação direta entre operadora/banco
No modelo T-Cash, o telefone celular e a operadora de telefonia são a interface de front-end para os consumidores. O consumidor pode comprar bens, transferir dinheiro para um colega, sacar e sacar. Uma conta 'minicarteira' pode ser aberta simplesmente digitando *700# no celular, presumivelmente depositando dinheiro em um comerciante local participante e o número do celular. Presumivelmente, outras transações são realizadas de forma semelhante inserindo códigos especiais e o número de telefone da outra parte no celular do consumidor.

### Transmissão magnética segura
Na transmissão de segurança magnética (MST), um smartphone emite um sinal magnético que é criado ao passar um cartão de crédito magnético através de um terminal de cartão de crédito. Não se trata de mudanças de terminal ou um novo terminal.

### Sistemas de transferência bancária
Swish é o nome de um sistema estabelecido na Suécia. Foi estabelecido através de uma colaboração de grandes bancos em 2012 e tem tido muito sucesso, com 66% da população como usuários em 2017. É usado principalmente para pagamentos peer-to-peer entre particulares, mas também é usado por igrejas, vendedores ambulantes e pequenas empresas. A conta de uma pessoa está vinculada ao seu número de telefone e a conexão entre o número de telefone e o número real da conta bancária é registrada no internet bank. O sistema de identificação eletrônica móvel BankID, emitido por vários bancos suecos, é usado para verificar o pagamento. Usuários com telefone simples ou sem o aplicativo ainda podem receber dinheiro se o número do telefone estiver cadastrado no internet bank. Como muitos outros sistemas de pagamento móvel, seu principal obstáculo é fazer com que as pessoas se registrem e baixem o aplicativo, mas conseguiu atingir uma massa crítica e se tornou parte da vida cotidiana de muitos suecos.
A empresa sueca de pagamentos Trustly também permite transferências bancárias móveis, principalmente para transações que são usadas principalmente online. Se um eMarketplace estiver integrado ao Trustly, seus clientes poderão pagar diretamente de sua conta bancária. Ao contrário do Swish, os usuários não precisam registrar uma conta Trustly ou baixar software para pagar com ele.
MobilePay dinamarquês e Vipps noruegueses também são populares em seus países. Eles usam transferências bancárias diretas e instantâneas, mas também para pagamentos não vinculados a um banco participante, por cartão de crédito.
Na Índia, surgiu um novo sistema de transferência bancária direta chamado Unified Payments Interface. Este sistema permite que os usuários transfiram dinheiro para outros usuários e empresas em tempo real diretamente de suas contas bancárias. Os usuários baixam o aplicativo de suporte UPI das lojas de aplicativos em seu dispositivo Android ou iOS, vinculam e verificam seu número de celular com a conta bancária enviando um SMS de saída para o provedor de aplicativos, criam um endereço de pagamento virtual (VPA) que gera automaticamente um código QR e, em seguida, defina um PIN bancário gerando OTP para transações seguras. Os códigos VPA e QR são para garantir fácil uso e privacidade, o que pode ajudar nas transações ponto a ponto (P2P) sem fornecer detalhes do usuário. A transferência de fundos pode então ser iniciada para outros usuários ou empresas. A liquidação dos fundos ocorre em tempo real, ou seja, o dinheiro é debitado da conta bancária do pagador e creditado na conta bancária do destinatário em tempo real. O serviço UPI funciona 24 horas por dia, 7 dias por semana, incluindo finais de semana e feriados. Isso está lentamente se tornando um serviço muito popular na Índia e está processando pagamentos mensais no valor de aproximadamente US$ 10 bilhões em outubro de 2018.
Na Polônia, Blik, um sistema de pagamento móvel criado em fevereiro de 2015 pela empresa polonesa Payment Standard (PSP). Para pagar com o Blik, o usuário precisa de um smartphone, uma conta pessoal e um aplicativo móvel de um dos bancos que cooperam com ele. O princípio de funcionamento é gerar um código de seis dígitos no aplicativo móvel do banco. O código Blik é usado apenas para conectar as partes à transação. É um identificador que associa o usuário e um banco específico em um determinado momento. Por dois minutos, ele aponta para um aplicativo móvel específico para o qual - por meio de uma sequência de números - é enviada uma solicitação para aceitar uma transação em uma loja ou caixa eletrônico específico. Blik permite que o usuário pague em lojas online e estacionárias. Pelo Blik, também podemos fazer transferências para o telefone ou sacar dinheiro em caixas eletrônicos.

## Modelo de provedor de serviços de pagamento móvel
Existem quatro tipos de modelos de pagamento móvel em potencial:
1. Modelo centrado na operadora: A operadora de telefonia móvel atua de forma independente para implantar o serviço de pagamento móvel. O operador pode fornecer uma carteira móvel independente da conta móvel do usuário (tempo de antena). Uma grande implantação do modelo centrado na operadora é severamente desafiada pela falta de conexão com as redes de pagamento existentes. A operadora de rede móvel deve lidar com a interface com a rede bancária para fornecer serviços avançados de pagamento móvel em ambiente bancário e em ambiente bancário. Projetos-piloto usando esse modelo foram lançados em países emergentes, mas não cobriram a maioria dos casos de uso de serviços de pagamento móvel. Os pagamentos limitavam-se a remessa e recarga de tempo de antena.
2. Modelo centrado no banco: um banco implanta aplicativos ou dispositivos de pagamento móvel para clientes e garante que os comerciantes tenham a capacidade de aceitação de ponto de venda (POS) necessária. Operadoras de rede móvel são usadas como uma operadora simples, elas trazem sua experiência para fornecer garantia de qualidade de serviço (QOS).
3. Modelo de colaboração: Este modelo envolve a colaboração entre bancos, operadoras móveis e um terceiro confiável.
4. Modelo peer-to-peer: O provedor de serviços de pagamento móvel atua independentemente de instituições financeiras e operadoras de rede móvel para fornecer pagamento móvel.